# 本耶馬渓町
本耶馬渓町（ほんやばけいまち）は、2005年2月28日まで大分県の北部、下毛郡に属する町であったが現在は町域すべてが中津市に属する。
町の北部を一級河川山国川が通り、町の要部も北部に集中している。「青の洞門」、「羅漢寺」など全国からの観光客が多い。
「本耶馬溪町」と表記する場合もあるが、正式には「本耶馬渓町」である。なお隣接の「耶馬溪町」は、「渓」ではなく「溪」を使用している。
2003年1月1日より中津市と下毛郡4町村により合併協議が行われ、2005年3月1日に中津市に編入された。現在旧町域の住居表示は「中津市本耶馬渓町 - 」となっている。
中津駅と日田駅からバスがある。豊後森駅からもでているが、一日一本のみ。

## 沿革
- 1951年（昭和26年）4月1日 - 東耶馬渓村、上津村が合併して本耶馬渓村が成立。
- 1954年（昭和29年）3月31日 - 東谷村、西谷村を編入。
- 1959年（昭和34年）1月1日 - 町制施行により本耶馬渓町となる。
- 2005年（平成17年）3月1日 - 中津市に編入して廃止となる。

## 名所旧跡
- 青の洞門
- 羅漢寺

## 交通

### 鉄道
町内を鉄道路線は通っていない。最寄りは、JR九州日豊本線中津駅。

### バス
- 大分交通耶馬渓線 → 大交北部バス

### 道路
- 国道212号